# Социал-демократическая и лейбористская партия
Социал-демократическая и лейбористская партия (иногда — Социал-демократическая и рабочая партия, англ. Social Democratic and Labour Party, ирл. Páirtí Sóisialta Daonlathach an Lucht Oibre) — политическая партия, действующая в Северной Ирландии. Разделяет идеи социал-демократии, ирландского национализма и республиканизма.

## История
Партия была основана в 1970 году бывшими членами Республиканской лейбористской партии и представителями некоторых других партий. По сравнению с Шинн Фейн партия всегда придерживалась более умеренной позиции. Идеология партии включала в себя идею постепенного создания объединённой Ирландии с отказом от вооружённых методов борьбы в пользу конституционных, сотрудничеством католиков и протестантов, выводом британских войск из Ольстера; а также социал-демократические элементы программы в экономической и социальной сферах. Как результат, долгое время СДЛП была более популярна, чем Шинн Фейн и получала большее число голосов на выборах. Партия активно участвовала в подготовке Белфастского соглашения, за что лидер партии Джон Хьюм получил в 1998 году Нобелевскую премию мира.

## Результаты на выборах
| Год                                  | Голосов               | Мест                  | Δ                     |
| Выборы в Палату общин                | Выборы в Палату общин | Выборы в Палату общин | Выборы в Палату общин |
| ------------------------------------ | --------------------- | --------------------- | --------------------- |
| февраль 1974                         | 160 137               | 1                     | ▲ 1                   |
| октябрь 1974                         | 154 193               | 1                     | ▬                     |
| 1979                                 | 126 325               | 1                     | ▬                     |
| 1983                                 | 137 012               | 1                     | ▬                     |
| 1987                                 | 154 067               | 3                     | ▲ 2                   |
| 1992                                 | 184 445               | 4                     | ▲ 1                   |
| 1997                                 | 190 814               | 3                     | ▼ 1                   |
| 2001                                 | 169 865               | 3                     | ▬                     |
| 2005                                 | 125 626               | 3                     | ▬                     |
| 2010                                 | 110 970               | 3                     | ▬                     |
| 2015                                 | 99 809                | 3                     | ▬                     |
| Выборы в Европарламент               |                       |                       |                       |
| 1979                                 | 140 622               | 1                     | ▲ 1                   |
| 1984                                 | 151 399               | 1                     | ▬                     |
| 1989                                 | 136 335               | 1                     | ▬                     |
| 1994                                 | 161 992               | 1                     | ▬                     |
| 1999                                 | 190 731               | 1                     | ▬                     |
| 2004                                 | 87 559                | 0                     | ▼ 1                   |
| 2009                                 | 78 489                | 0                     | ▬                     |
| Выборы в Ассамблею Северной Ирландии |                       |                       |                       |
| 1998                                 | 177 963               | 24                    |                       |
| 2003                                 | 117 547               | 18                    | ▼ 6                   |
| 2007                                 | 105 164               | 16                    | ▼ 2                   |

Избирательные округа Северной Ирландии на выборах 1997—2019 годов. Округа, где победили кандидаты СДЛП, обозначены светло-зелёным

Партия также занимает 16 мест из 108 в Ассамблее Северной Ирландии.